# سن-اناکله-دو-لسار، کبک
سَن-اناکلِه-دو-لِسار (به فرانسوی: Saint-Anaclet-de-Lessard) قصبه‌ای در منطقه شهری ریموسکی-نژت ناحیه با-سن-لوران در استان کبک کانادا است. در سرشماری سال ۲۰۱۱ این قصبه ۲٬۷۴۴ نفر جمعیت داشته‌است و مساحت آن ۱۲۶٫۲۶ کیلومتر مربع است.